# Acuaria skrjabini
Acuaria skrjabini är en rundmaskart som beskrevs av Ozerska 1926. Acuaria skrjabini ingår i släktet Acuaria och familjen Acuariidae. Inga underarter finns listade i Catalogue of Life.